# عجب شير
عجب شير (بالفارسية: عجب‌شیر) هي مدينة تقع في إيران في أذربيجان الشرقية. يقدر عدد سكانها بـ 26,235 نسمة .